# Utrechtski mir
Utrechtski mir zaobsega vrsto mirovnih sporazumov, sklenjenih v času od aprila 1713 do septembra 1714 v Utrechtu ter Rastattu in Badnu med Francijo, Veliko Britanijo, Španijo, Svetim rimskim cesarstvom in drugimi evropskimi silami; sporazumi so zaključili vojno za nasledstvo v Španiji (1701-14).

## Mirovni sporazumi, sklenjeni v Utrechtu (1713)
Francija in Velika Britanija sta se že oktobra 1711 (po smrti cesarja Jožefa I.) v Londonu okvirno dogovorili o rešitvi španskega nasledstva; soglašali sta, da se morajo španske posesti v Evropi deliti. Januarja 1712 se je v Utrechtu začel kongres, na katerem so prisostvovali predstavniki Velike Britanije, Francije, Svetega rimskega cesarstva, Španije, Republike Nizozemske, Savoje, Prusije in Portugalske. V letu 1713 je prišlo do podpisov sporazumov.
Francija je v Utrechtu sklenila mirovne sporazume z Veliko Britanijo, Republiko Nizozemsko, Prusijo, Portugalsko in Savojo:
- v sporazumu z Veliko Britanijo (april 1713) je Britanija priznala Filipa V., vnuka francoskega kralja Ludvika XIV., za novega španskega kralja, vendar se je morala Francija zavezati, da francoska in španska krona nikdar ne bosta združeni v personalni uniji. Francija je v zameno priznala kraljico Ano za suverena Velike Britanije in prenehala podpirati Jakoba Edvarda, Aninega katoliškega polbrata. Prepustila je Britaniji Novo Fundlandijo, Novo Škotsko, Hudsonov zaliv in otok Sveti Kitts v Malih Antilih ter obljubila, da bo podrla utrdbe v Dunkirku, ki jih je uporabljala za pomorsko bazo pri napadih na britansko in nizozemsko ladjevje.
- v pogodbi z Republiko Nizozemsko je soglašala, da Nizozemska vključi v svoje ozemlje del province Gelderland in ohrani svoje posadke v nekaterih trdnjavah obrambne črte nekdanje Španske Nizozemske proti Franciji.
- v pogodbi s Prusijo je priznala kraljevi naslov Firderika I. (ki si ga je nadel leta 1701) in priznala zahtevo Prusije po kneževini Neuchâtelu (današnjem švicarskem kantonu) in po jugovzhodnem Gelderlandu; v zameno je od Prusije dobila kneževino Orange.
- v pogodbi s Savojo je vojvodi Viktorju Amedeju II. Savojskemu priznala naziv kralja Sicilije in pravico, da vlada Siciliji in Nici.
- v pogodbi s Portugalsko je priznala njeno suverenost na ozemlju med Amazonko in reko Oyapock na račun zmanjšanja Francoske Gvajane.

Španija je v Utrechtu skelnila mirovne sporazume z Veliko Britanijo in Savojo:
- v pogodbi z Veliko Britanijo (julij 1713) je Španija Britaniji prepustila Gibraltar in Menorko na Balearskih otokih ter ji podelila asiento, ekskluzivno pravico za preskrbo španskih kolonij v Ameriki z afriškimi sužnji, za naslednjih 30 let.
- v pogodbi s Savojo (avgust 1713) je Savoji potrdila (že leta 1703 s cesarjem Leopoldom I. dogovorjeno) vrnitev savojskih posesti in ji prepustila kraljevino Sicilijo; v zameno se je Viktor Amadej II. odrekel svojim zahtevam do španskega prestola.

## Mirovni sporazumi, sklenjeni v Rastattu in Badnu (1714)
Cesar Karel VI. se leta 1713 v Utrechtu ni strinjal s sprejetimi sklepi. Po krajšem, zanj neuspešnem nadaljevanju vojskovanja s Francozi v Porenju, pa je tudi on moral pristati na zelo podobne sklepe. Marca in septembra 1714 sta bila v Rastattu in Badnu (Aargau) podpisana mirovna sporazuma med Francijo in Karlom VI.; prvega je cesar podpisal v svojem imenu (kot vladar habsburških dednih posesti) in drugega v imenu Svetega rimskega cesarstva.
V sporazumih se je cesar odrekel svojim zahtevam do španske krone, ni pa sklenil miru s Španijo in ni priznal Burbona Filipa V. za španskega kralja. Vojno stanje s Španijo se je nadaljevalo še do leta 1720.
V ozemeljskih zadevah je Francija cesarju priznala španske posesti v severni Italiji (vojvodino Milano in vojvodino Mantovo), Neapeljsko kraljestvo, Sardinijo ter Južno Nizozemsko (Republiki Nizozemski je bilo dovoljeno, da je obdržala svoje posadke v trdnjavah obrambne črte proti Franciji); vrnila mu je posesti vzhodno od Rena: Breisach, Kehl in Freiburg; v zameno je cesar prepustil Franciji Strasbourg in Alzacijo in dovolil francoskim zaveznikom, volilnim knezom Bavarske in Kölna, da so nazaj dobili svoje posesti.

## Spopad v Sredozemlju po utrechtskem miru in mirovni sporazum v Haagu (1720)
Novi španski kralj Filip V., ki ga cesar Karel VI. še ni priznal, ni bil zadovoljen z ozemeljskimi določili utrechtskega miru in je pod vplivom svoje žene Elizabete Farnese in njenega svetovalca Giulia Alberonija na hitro zbral mornarico in zavzel Sardinijo in Sicilijo, ki sta bili z utrechtski mirom dodeljeni habsburški monarhiji in Savoji. Temu se je uprla (avgusta 1718 ustanovljena) četverna zveza Velike Britanije, Republike Nizozemske, Francije in Avstrije. Britanska mornarica je prepeljala na Sicilijo avstrijske čete, Francija pa je okupirala severno Španijo. Z mirovnim sporazumom v Haagu v februarju 1720 so zavezniki prisilili Filipa V., da je preklical svoje zahteve v Italiji . V istem sporazumu je Viktor Amadej II. Savojski prepustil Sicilijo Avstriji v zameno za Sardinijo.

## Zaključek
Pogodbe utrechtskega miru in mirovni sporazum v Haagu so dale osnovo mednarodne ureditve Evrope za naslednjo generacijo. Niso pa končale vojne med Španijo in Portugalsko. S pogodbo, podpisano februarja 1715 v Madridu, je Španija vrnila Portugalski naselbino Colonia del Sacramento ob Rio de la Plata, vojna med državama pa se je formalno nadaljevala do mira v Madridu leta 1750.